# Nikolaos Skiatitis
Nikolaos „Nikos” Skiatitis (gr. Νικόλαος Σκιαθίτης; ur. 11 września 1981 w Wolosie) – grecki wioślarz, brązowy medalista olimpijski, srebrny medalista mistrzostw świata.
W 2004 roku wystąpił na igrzyskach olimpijskich w Atenach, podczas których wziął udział w jednej konkurencji – rywalizacji dwójek podwójnych wagi lekkiej. Jego partnerem był Wasilis Polimeros. Polimeros i Skiatitis zdobyli w tej konkurencji brązowy medal olimpijski. W pierwszej rundzie ustanowili rekord olimpijski, uzyskując rezultat 6:15,22.
W 2001 roku zdobył srebrny medal mistrzostw świata w czwórce podwójnej wagi lekkiej (wraz z nim czwórkę stanowili: Wasilis Polimeros, Ioannis Korkouritis i Panajiotis Miliotis). W 2005 roku zdobył złoty medal igrzysk śródziemnomorskich w dwójce podwójnej wagi lekkiej.